# Cardioptera brachyptera
Cardioptera brachyptera är en bönsyrseart som beskrevs av Hermann Burmeister 1838. Cardioptera brachyptera ingår i släktet Cardioptera och familjen Mantidae. Inga underarter finns listade i Catalogue of Life.